# باشگاه فوتبال آدلاید سیتی
باشگاه فوتبال آدلاید سیتی یک باشگاه فوتبال مستقر در آدلاید، استرالیای جنوبی است. این باشگاه از نظر تاریخی به عنوان یوونتوس شناخته می‌شد زیرا نام اصلی آن توسط بنیانگذاران در جامعه ایتالیایی آدلاید به باشگاه داده شد.
این تیم یکی از پرهوادارترین تیم‌های استرالیا است. از مهم‌ترین دستاوردهای این تیم می‌توان به ۳ قهرمانی در لیگ ملی فوتبال و ۱ قهرمانی در مسابقات قهرمانی باشگاهی اقیانوسیه در سال ۱۹۸۷ اشاره کرد.